# Custos (franciscanen)
Een custos is een gezagsdrager over een custodie. Dit is een onderdeel van een provincie in de orde van de Franciscanen. Een custodie omvat een regio met een aantal huizen van de orde. De term is afkomstig van Franciscus van Assisi. Hij gebruikte de term soms voor verschillende gezagsdragers, maar later werd die meer afgebakend.
In 1265 werd de  Custodie van het Heilig Land ingesteld, die in opdracht van de paus verantwoordelijk is voor het beheer van de heilige plaatsen, zoals de Heilig Grafkerk en de Via dolorosa. Ook heeft ze de geestelijke zorg voor de pelgrims in het Heilig Land.